# Boa Vista (São Tomé)
Boa Vista é uma aldeia de São Tomé e Príncipe, localiza-se no Distrito de Caué, ilha de São Tomé, próxima às localidades de Soledade, São João dos Angolares e de Granja.